# Championnat de Pologne de football 1988-1989
Navigation
Édition précédente Édition suivante
La saison 1988-1989 du championnat de Pologne est la soixante-et-unième saison de l'histoire de la compétition. Cette édition a été remportée par le Ruch Chorzów devant le GKS Katowice.

## Les clubs participants
| Club                  | Ville            |
| --------------------- | ---------------- |
| GKS Jastrzębie        | Jastrzębie Zdrój |
| GKS Katowice          | Katowice         |
| Górnik Wałbrzych      | Wałbrzych        |
| Górnik Zabrze         | Zabrze           |
| Jagiellonia Białystok | Białystok        |
| Lech Poznań           | Poznań           |
| Legia Varsovie        | Varsovie         |
| LKS Łódź              | Lódź             |
| Olimpia Poznań        | Poznań           |
| Pogoń Szczecin        | Szczecin         |
| Ruch Chorzów          | Chorzów          |
| Sląsk Wrocław         | Wrocław          |
| Stal Mielec           | Mielec           |
| Szombierki Bytom      | Bytom            |
| Widzew Łódź           | Lódź             |
| Wisła Cracovie        | Cracovie         |

## Compétition

### Classement
| Rang | Équipe                | Pts | J  | G  | N  | P  | Bp | Bc | Diff |
| ---- | --------------------- | --- | -- | -- | -- | -- | -- | -- | ---- |
| 1    | Ruch Chorzów (P)      | 52  | 30 | 19 | 8  | 3  | 48 | 18 | +30  |
| 2    | GKS Katowice          | 47  | 30 | 17 | 8  | 5  | 50 | 24 | +26  |
| 3    | Górnik Zabrze (T)     | 45  | 30 | 17 | 5  | 8  | 55 | 29 | +26  |
| 4    | Legia Varsovie (C)    | 43  | 30 | 14 | 9  | 7  | 41 | 19 | +22  |
| 5    | Stal Mielec (P)       | 33  | 30 | 13 | 7  | 10 | 35 | 27 | +8   |
| 6    | Lech Poznań           | 33  | 30 | 11 | 10 | 9  | 39 | 32 | +7   |
| 7    | Widzew Łódź           | 29  | 30 | 9  | 12 | 9  | 27 | 27 | 0    |
| 8    | Jagiellonia Białystok | 29  | 30 | 9  | 12 | 9  | 22 | 27 | -5   |
| 9    | Śląsk Wrocław         | 28  | 30 | 7  | 14 | 9  | 34 | 35 | -1   |
| 10   | ŁKS Łódź              | 26  | 30 | 8  | 11 | 11 | 34 | 45 | -11  |
| 11   | Olimpia Poznań        | 25  | 30 | 9  | 9  | 12 | 33 | 41 | -8   |
| 12   | Wisła Cracovie (P)    | 23  | 30 | 10 | 6  | 14 | 35 | 48 | -13  |
| 13   | Pogoń Szczecin        | 20  | 30 | 7  | 9  | 14 | 34 | 50 | -16  |
| 14   | GKS Jastrzębie (P)    | 19  | 30 | 8  | 8  | 14 | 24 | 43 | -19  |
| 15   | Górnik Wałbrzych      | 15  | 30 | 7  | 5  | 18 | 22 | 44 | -22  |
| 16   | Szombierki Bytom      | 13  | 30 | 4  | 9  | 17 | 33 | 57 | -24  |

| Légende | Légende                                                                                      |
| ------- | -------------------------------------------------------------------------------------------- |
|         | Coupe des clubs champions européens 1989-1990 (1er tour)                                     |
|         | Coupe d'Europe des vainqueurs de coupe 1989-1990 (1er tour)                                  |
|         | Coupe UEFA 1989-1990 (1er tour)                                                              |
|         | Barrage de maintien                                                                          |
|         | Relégué en II Liga                                                                           |
|         | (T) : Tenant du titre 1987-1988 (C) : Vainqueur de la Coupe de Pologne 1988-1989 (P) : Promu |

### Barrages
|  | Barrages          |   |   |
|  |                   |   |   |
|  |                   |   |   |
|  |                   |   |   |
|  | GKS Jastrzębie    | 0 | 0 |
|  | GKS Jastrzębie    | 0 | 0 |
|  | Zawisza Bydgoszcz | 0 | 2 |
|  | Zawisza Bydgoszcz | 0 | 2 |

|  | Barrages       |   |   |
|  |                |   |   |
|  |                |   |   |
|  |                |   |   |
|  | Pogoń Szczecin | 3 | 0 |
|  | Pogoń Szczecin | 3 | 0 |
|  | Motor Lublin   | 2 | 2 |
|  | Motor Lublin   | 2 | 2 |

## Bilan de la saison
| Tableau d'Honneur |                |
| Compétition       | Vainqueur      |
| I Liga            | Ruch Chorzów   |
| Coupe de Pologne  | Legia Varsovie |

| Promotions et relégations |                                                                  |
| Relégués en II Liga       | Pogoń Szczecin GKS Jastrzębie Górnik Wałbrzych Szombierki Bytom  |
| Promus de II Liga         | Zagłębie Lubin Zawisza Bydgoszcz Zagłębie Sosnowiec Motor Lublin |

| Qualifications européennes 1989-1990   |                            |
| Coupe des clubs champions européens    | Qualifié                   |
| 1er tour                               | Ruch Chorzów               |
| Coupe d'Europe des vainqueurs de coupe | Qualifié                   |
| 1er tour                               | Legia Varsovie             |
| Coupe UEFA                             | Qualifiés                  |
| 1er tour                               | GKS Katowice Górnik Zabrze |

## Meilleurs buteurs
| # | Joueur             | Équipe        | Buts |
| - | ------------------ | ------------- | ---- |
| 1 | Krzysztof Warzycha | Ruch Chorzów  | 24   |
| 2 | Ryszard Cyroń (en) | Górnik Zabrze | 13   |
| 2 | Jan Urban          | Górnik Zabrze | 13   |